# John e Jane Doe

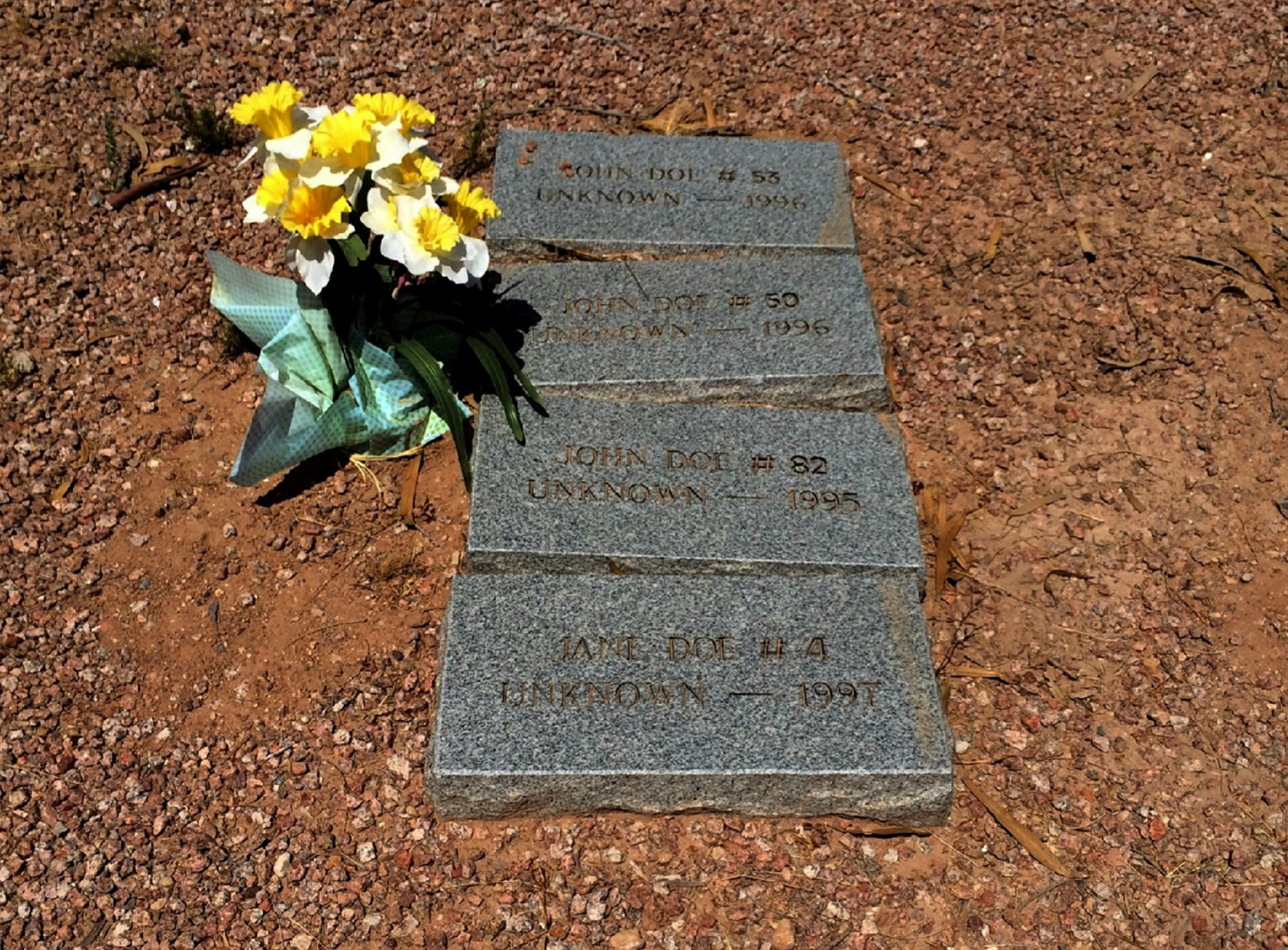
Quatro lápides marcam a sepultura de quatro pessoas desconhecidas, chamadas "John Doe" ou "Jane Doe" ao lado de números, no cemitério do condado de Pima, Arizona, Estados Unidos. No mesmo cemitério, Deanna Criswell, assassinada, foi chamada "Jane Doe 19" por 27 anos, até ser geneticamente identificada, em 2015.

"John Doe" (para homens) e "Jane Doe" (para mulheres) são pseudônimos coletivos usados quando o nome verdadeiro de uma pessoa é desconhecido, ou intencionalmente oculto. No contexto da aplicação da lei nos Estados Unidos, tais nomes são frequentemente usados em referência a um cadáver cuja identidade é desconhecida, ou não confirmada. Existem muitas variantes para os nomes, incluindo "John Roe", "Richard Roe", "Jane Roe" e "Baby Doe", "Janie Doe" ou "Johnny Doe" (para crianças).

## Uso em investigação criminal
Em outros países de língua inglesa, nomes, números ou codinomes exclusivos de espaços reservados tornaram-se mais frequentemente usados no contexto de investigações policiais. Isso incluiu o Reino Unido, onde o uso de "John Doe" se originou durante a Idade Média. No entanto, o termo legal John Doe injunction ou John Doe order sobreviveu na lei inglesa e em outros sistemas legais influenciados por ela. Outros nomes, como "Joe Bloggs" ou "John Smith", às vezes têm sido usados informalmente como espaços reservados para todo mundo no Reino Unido, Austrália e Nova Zelândia; esses nomes raramente são usados em círculos legais ou policiais no mesmo sentido que John Doe.
Os casos jurídicos conhecidos com o nome de espaços reservados incluem:
- as decisões de 1973 da Suprema Corte dos Estados Unidos sobre aborto: Roe v. Wade e Doe v. Bolton (1973);
- os casos civis Doe dem. John Hurrell Luscombe v Yates, Hawker, e Mudge (1822) 5 B. & Ald. 544 (Inglaterra),[5] McKeogh v. John Doe (Irlanda; 2012)[3] e Uber Technologies, Inc. v. Doe I (Califórnia, 2015).[6]

O uso de "John Doe" no sentido de um everyman inclui:
- o filme de 1941, Meet John Doe.

O uso de "Jane Doe" no sentido de um cadáver não identificado, inclui:
- o filme de 2016 The Autopsy of Jane Doe.

## História
Sob a terminologia legal da Roma antiga, os nomes "Numerius Negidius" e "Aulus Agerius" foram usados em relação a réus e demandantes hipotéticos.[carece de fontes?]
O nome "John Doe" (ou "John Doo"), "Richard Roe", juntamente com "John Roe", eram regularmente invocados em instrumentos legais ingleses para atender aos requisitos técnicos que regiam a posição e a jurisdição, começando talvez já no reinado do Rei Eduardo III da Inglaterra (1327–1377). Embora a lógica por trás das escolhas de Doe e Roe seja desconhecida, existem muitas etimologias populares sugeridas. Outros nomes fictícios para uma pessoa envolvida em litígios na lei medieval inglesa eram "John Noakes" (ou "Nokes") e "John-a-Stiles" (ou "John Stiles"). O Oxford English Dictionary afirma que John Doe é "o nome dado ao locatário fictício do autor, na ação mista de despejo (agora obsoleta no Reino Unido), sendo que o réu fictício é chamado Richard Roe".
Esse uso é ridicularizado na música inglesa de 1834 "John Doe and Richard Roe":

Dois gigantes vivem nas terras da Grã-Bretanha,

John Doe e Richard Roe,
Que sempre viajam de mãos dadas,
John Doe e Richard Roe.
Seu fee-faw-fum é um plano antigo
Cheirar a carteira de um inglês,
E, então, eles sugam tudo o que podem,
John Doe e Richard RoeOriginal (em inglês): Two giants live in Britain's land,
John Doe and Richard Roe,
Who always travel hand in hand,
John Doe and Richard Roe.
Their fee-faw-fum's an ancient plan
To smell the purse of an Englishman,
And, 'ecod, they'll suck it all they can,
John Doe and Richard Roe— "John Doe and Richard Roe"  (em inglês)
Esse uso específico tornou-se obsoleto no Reino Unido em 1852:

Como é sabido, o dispositivo de envolver pessoas reais como arrendatários e despejadores nocionais foi usado para permitir que os proprietários livres processassem os despejadores reais. Estes foram então substituídos pelos personagens fictícios John Doe e Richard Roe. Eventualmente, os remédios medievais foram (principalmente) abolidos pela Lei de Limitação de Imóveis de 1833; os personagens fictícios de John Doe e Richard Roe pelo Lei de Procedimento de Direito Comum de 1852; e as próprias formas de ação dos Atos do Judiciário de 1873–75."— Secretário de Estado do Meio Ambiente, Alimentação e Assuntos Rurais v. Meier e outros (2009). 